# Jorge Lagües
Jorge Sebastián Matías Lagües Suárez (Vallenar, Huasco, Chile, 22 de enero de 1997) es un futbolista profesional chileno que se desempeña como mediocampista y actualmente milita en Deportes Rengo de la Segunda División Profesional de Chile.

## Trayectoria

### Colo-Colo
Debutó profesionalmente por Colo-Colo el 4 de enero de 2015 por el Clausura 2014/15 frente a San Marcos de Arica en la primera fecha del torneo, donde Colo-Colo cayó derrotado por 0-1.

### Deportes Valdivia
En junio de 2017, Lagües fue cedido a Deportes Valdivia como refuerzo para el Torneo de Transición. El 9 de julio de 2017, debutó en Copa Chile y anotó un gol en la derrota de su equipo por 1-2 ante Huachipato.

## Estadísticas
| Club                      | Div.          | Temporada     | Liga  | Liga  | Copas nacionales | Copas nacionales | Torneos internacionales | Torneos internacionales | Total | Total |
| Club                      | Div.          | Temporada     | Part. | Goles | Part.            | Goles            | Part.                   | Goles                   | Part. | Goles |
| ------------------------- | ------------- | ------------- | ----- | ----- | ---------------- | ---------------- | ----------------------- | ----------------------- | ----- | ----- |
| Colo-Colo · Chile         | 1.ª           | 2014-15       | 1     | 0     | —                | —                | —                       | —                       | 1     | 0     |
| Colo-Colo · Chile         | 1.ª           | 2015-16       | —     | —     | 1                | 0                | —                       | —                       | 1     | 0     |
| Colo-Colo · Chile         | Total club    | Total club    | 1     | 0     | 1                | 0                | 0                       | 0                       | 2     | 0     |
| Deportes Vallenar · Chile | 3.ª           | 2016-17       | 1     | 0     | —                | —                | —                       | —                       | 1     | 0     |
| Deportes Vallenar · Chile | Total club    | Total club    | 1     | 0     | 0                | 0                | 0                       | 0                       | 1     | 0     |
| Deportes Valdivia · Chile | 2.ª           | 2017          | 13    | 2     | 2                | 1                | —                       | —                       | 15    | 3     |
| Deportes Valdivia · Chile | Total club    | Total club    | 13    | 2     | 2                | 1                | 0                       | 0                       | 15    | 3     |
| Fernández Vial · Chile    | 3.ª           | 2018          | 5     | 0     | 1                | 0                | —                       | —                       | 6     | 0     |
| Fernández Vial · Chile    | Total club    | Total club    | 5     | 0     | 1                | 0                | 0                       | 0                       | 6     | 0     |
| Total carrera             | Total carrera | Total carrera | 20    | 2     | 4                | 1                | 0                       | 0                       | 24    | 3     |
| 1. 2.                     |               |               |       |       |                  |                  |                         |                         |       |       |

## Palmarés

### Campeonatos nacionales
| Título     | Club      | País  | Año  |
| ---------- | --------- | ----- | ---- |
| Copa Chile | Colo-Colo | Chile | 2016 |